# 普净寺
35°41′30″N 111°15′47″E / 35.69167°N 111.26306°E
普净寺位于中国山西省襄汾县赵康镇史威村南侧，南史威村北侧，又称南史寺，2006年被列为第六批全国重点文物保护单位。
普净寺始建于东汉，元大德七年（1303年）重建，明清有扩建。寺坐北朝南，占地5624平方米，现存山门、天王殿、菩萨殿、关帝殿、大佛殿以及药王殿、献亭、钟楼等建筑，其中大佛殿为元代大德七年（1303年）大地震之后所建，余为明清建筑。天王殿面阔五间，悬山顶，供奉玉皇大帝。菩萨殿即罗汉殿，面阔五间。大佛殿面阔五间，进深六椽，高十余米，原为悬山顶，后改为硬山顶，斗栱四铺作单下昂。